# Не пойман — не вор (фильм, 1923)
«Не пойман — не вор» (другие названия: «Кандидат в президенты», «Президент-вор») — советский немой художественный фильм 1923 года, снятый Петром Чардыниным. Является адаптацией романа Умберто Нотари «Три вора». Фильм вышел на экраны 31 июля 1923 года в Харькове, в Ленинграде — 1 января 1924 года, в Москве — 31 июля 1924 года.

## Сюжет
Авантюрист и шулер Каскарилья узнаёт, что жена банкира Орнано передаёт графу Гвидо ключ от входной двери особняка. После проигрыша Каскарилье большой суммы денег граф, не имея возможности уплатить проигрыш, передаёт ему письма своей любовницы и ключ от особняка. После Каскарилья проникает в дом Орнано и похищает у банкира три миллиона долларов, а также увозит с собой его жену. С помощью шантажа, Каскарилья получает поддержку от крупной буржуазии и обывателей на выборах в президенты. Банкир Орнано стремится вернуть часть своих денег и входит в сделку с Каскарильей, после чего помогает авантюристу добиться избрания в парламент.

## В ролях
- Иван Худолеев — Николо Орнано
- Зоя Баранцевич — Норис
- Олег Фрелих — Каскарилья
- Б. Чуевский — граф Гвидо
- Николай Панов — Тапиока
- Лев Негри — префект полиции
- Карл Томский — офицер
- Борис Шлихтинг — полицейский
- Яровский, Григоров, Рудаков — репортёры

## Съёмочная группа
- Сценарий — Валентин Туркин
- Режиссёр — Пётр Чардынин
- Оператор — Борис Завелев
- Художник-постановщик — Владимир Егоров
- Производство — Одесская кинофабрика

## Критика
А. Л. с «Кино-газеты» назвал фильм «картиной из серии Вуфковских халтурных постановок» и «неудачной попыткой подражания американским кинокомедиям», также добавив, что «только за границей тысячи фильмов технически выполнены лучше, чем „Кандидат в президенты“».